# Condado de Adams (Pensilvania)
El condado de Adams (en inglés: Adams County) fundado en 1800 es uno de los 67 condados en el estado estadounidense de Pensilvania. En el 2010 el condado tenía una población de 101.407 habitantes en una densidad poblacional de 68 personas por km². La sede de condado es Gettysburg.

## Geografía
Según la Oficina del Censo, el condado tiene un área total de 1352 km² (522 mi²), de la cual 1347 km² (520,1 mi²) es tierra y 5 km² (1,9 mi²) (0,29%) es agua.

### Condados adyacentes
- Condado de Cumberland (norte)
- Condado de York (este)
- Condado de Carroll, Maryland (sureste)
- Condado de Frederick, Maryland (suroeste)
- Condado de Franklin (oeste)

## Demografía
Según el censo de 2000, había 91.292 personas, 33.652 hogares y 24.767 familias residiendo en la localidad. La densidad de población era de 68 hab./km². Había 35.831 viviendas con una densidad media de 27 viviendas/km². El 95,39% de los habitantes eran blancos, el 1,21% afroamericanos, el 0,20% amerindios, el 0,49% asiáticos, el 0,02% isleños del Pacífico, el 1,71% de otras razas y el 0,97% pertenecía a dos o más razas. El 3,64% de la población eran hispanos o latinos de cualquier raza.
Los ingresos medios por hogar en la localidad eran de $0 y los ingresos medios por familia eran $0. Los hombres tenían unos ingresos medios de $0 frente a los $0 para las mujeres. La renta per cápita para el condado era de $0. Alrededor del 0% de la población estaban por debajo del umbral de pobreza.

## Localidades

### Boroughs
Abbottstown |
Arendtsville |
Bendersville |
Biglerville |
Bonneauville |
Carroll Valley |
East Berlin |
Fairfield |
Gettysburg |
Littlestown |
McSherrystown |
New Oxford |
York Springs 

### Municipios
Berwick |
Butler |
Conewago |
Cumberland |
Franklin |
Freedom |
Germany |
Hamilton |
Hamiltonban |
Highland |
Huntington |
Latimore |
Liberty |
Menallen |
Mount Joy |
Mount Pleasant |
Oxford |
Reading |
Straban |
Tyrone |
Union 

### Lugares designados por el censo
Aspers |
Bendersville Station-Aspers |
Cashtown |
Cashtown-McKnightstown (histórico) |
Flora Dale |
Gardners |
Hampton |
Lake Heritage |
Lake Meade |
Midway |
Orrtanna |
Table Rock

### Áreas no incorporadas
Beechersville |
Bermudian‡ |
Bittinger |
Cross Keys |
Floradale |
Graefenburg |
Heidlersburg |
Hunterstown |
Idaville |
Knoxlyn |
Peach Glen |
Round Top 